# ONE PIECE FILM Z
『ONE PIECE FILM Z』（ワンピース フィルム ゼット）は、2012年12月15日公開の東映アニメーション制作による日本のアニメーション映画。漫画『ONE PIECE』を原作としたテレビアニメの劇場版第12作目。

## 概要
劇場版『ONE PIECE』シリーズでは前々作『ONE PIECE FILM STRONG WORLD』（2009年）以来3年ぶりとなる長編作品。全海賊の抹殺を目論む元海軍大将・ゼットを相手に、主人公であるルフィたち「麦わらの一味」が、「新世界」の命運をかけた死闘に挑む。劇場版シリーズ初の「最後の海 新世界編」を舞台としたストーリーであり、「魚人島編」直後の物語。キャッチコピーは、「興奮再び。」、「海賊滅亡」、「標的、全海賊。」。
原作者・尾田栄一郎が総合プロデューサーを務めた。監督は本シリーズ初参加となる長峯達也、脚本は『ONE PIECE』ファンを公言する放送作家の鈴木おさむ、オープニング音楽は展覧会『ONE PIECE展』のテーマ曲を手がけた中田ヤスタカが担当。主題歌は、劇場版では初となる海外歌手としてカナダの歌手アヴリル・ラヴィーンを起用。また、ゲスト声優としてゼットの部下・アインの声を女優の篠原涼子、同じくビンズの声を俳優の香川照之が担当。
入場者には先着で200万名に尾田栄一郎描きおろしのコミックス「第千巻」などが配布された。最終興行収入は当時のシリーズ最高となる68億7000万円を記録。東映作品の興行収入の最高記録（2000年以降）を樹立する大ヒット作となった。

## 製作
2011年11月19日、前々作『STRONG WORLD』のテレビ放送後に劇場版第12弾の製作決定が公表された。2012年1月、公開日が同年12月になることが発表され、4月にはタイトルとメインスタッフが発表された。
原作者の尾田は、以前原作の執筆と同時に映画『STRONG WORLD』の製作総指揮を行った多忙から「もう二度と映画には深く関わらない」と考えていたが、映画スタッフからの相談を何度か受けるうちに、今作でも「総合プロデューサー」として製作に深く関わることになった。『STRONG WORLD』では、尾田がストーリーや設定を一から考案したが、本作での尾田は主に脚本のセリフや絵コンテのチェックといった細かい作業で製作に関っており、前売り券特典や入場者プレゼントにも携わっている。尾田曰く、本作をひとことで言うと「男の映画」とのこと。
脚本の鈴木によれば、2010年の夏にフジテレビのプロデューサーから話を持ちかけられ、当初は公開時期すら未定だった。鈴木はパラレルストーリーではなく、原作と密接したストーリーを作りたいと考え、最初に考えた「NEO海軍」を軸に脚本を練っていく。製作途中、「NEO海軍」のアイデアを作者の尾田に提案した鈴木は、尾田から当時原作でまだ登場していなかった「新世界編」での海軍本部と青雉の現在を聞き、漫画よりも先に青雉を映画に登場させたいとスタッフに相談。結果的にジャンプ掲載よりも早く青雉が映画に登場することとなった。
監督の長峯によれば、『STRONG WORLD』が興行的に成功したことで、本作の製作費が増えたという。長峯の意向により、アクションシーンに重点が置かれており、特にルフィとゼットのラストバトルの演出は長峯のこだわりが強く反映されている。タイトルは当初、ゼットが海賊を叩き潰す、夢を潰すことから、「ドリームクラッシャー」「ドリームスマッシャー」というタイトル案が挙がったが、尾田の「解りづらい。ゼットだから〝Z〟」という指摘を受け、現在のタイトル名に決定した。
本作に登場する海軍本部の基地は、後に原作に登場した海軍本部とは外観が異なる、劇場版オリジナルのものとなっている。

## 作品の評価・反響

### 興行成績
前売り券販売枚数は『STRONG WORLD』の36万3532枚の約50%増となる65万枚を突破した。
上映スクリーン数は『STRONG WORLD』の188から300に拡大し、各地で満席状態が続出。2012年12月15日・16日の初日2日間で興行収入13億7205万4050円・動員数114万81人を記録し、映画観客動員ランキング（興行通信社調べ）で初登場第1位を獲得した。これは『STRONG WORLD』の初週土日興収10億3800万円・動員82万人を上回り、比べても興収は32%、動員は39%増大している。初日2日間の動員数は2004年の『ハウルの動く城』の110万人を抜いて21世紀邦画歴代最高記録（当時）を樹立し、興収も『ハウル』の14億8000万円に次ぐ21世紀邦画歴代2位（当時）の記録となった。またシネマぴあ調べの初日映画満足度ランキングでも第1位を獲得し、全ての記録で『STRONG WORLD』を上回った。
公開10日間で累計動員261万1284人・興収31億7636万7450円を記録。さらに公開19日間で累計動員393万1200人・興収47億1300万円となり、『STRONG WORLD』の最終動員数約385万人を上回った。
年が明けた2013年も好調を維持し、1月5日時点で興収52億8600万円・動員439万7000人を記録し、『STRONG WORLD』の最終興収48億円を上回るシリーズ歴代最高を記録した他、漫画原作アニメ映画歴代最高記録（当時）、2000年以降の東映の歴代興行収入の最高記録であった『男たちの大和/YAMATO』の51億1000万円をも上回る東映歴代最高記録を樹立した。公開4週目で累計興収54億5057万8400円・動員452万4691人を突破し、週末興収ランキング4週連続1位獲得となり、『レ・ミゼラブル』『007 スカイフォール』などを抑え2013年正月興行のトップに立った。この事で週末興収ランキング4週連続1位を達成した。公開5週目で週末興収ランキング3位に下がるも、累計興収60億5776万7850円・動員502万2708人を記録し、公開1カ月で興収60億円・動員500万人を突破し、『テルマエ・ロマエ』の59億8000万円を上回った。その後、週末興収ランキングでは9週連続でトップ10内に入っていた。
最終興行収入は68億7000万円（観客動員数563万人）を記録。劇場版『ONE PIECE』シリーズの中でも最高記録であった『STRONG WORLD』の48億円を大きく上回る当時のシリーズ歴代最高記録を樹立。2012年公開の邦画興行成績ランキングでは『BRAVE HEARTS 海猿』の73億3000万円に次ぐ第2位を記録。2013年上半期邦画興行成績ランキング第1位、同年年間邦画興行成績ランキングでは『風立ちぬ』に次ぐ第2位、同年年間映画興行成績ランキングでは『風立ちぬ』『モンスターズ・ユニバーシティ』に次ぐ第3位を獲得した。

### 受賞歴
- 2013年 - 第36回日本アカデミー賞 優秀アニメーション作品賞[26][27] - 『エピソードオブチョッパー+』『STRONG WORLD』に続くシリーズ3作品目の受賞。
- 2013年 - 第31回ゴールデングロス賞 優秀銀賞[28] - シリーズ4作品目の受賞。

## ストーリー
「新世界」の「ファウス島」にある海軍基地を、「NEO海軍」と名乗る組織が襲撃する。そのリーダーは、全海賊の抹殺を目論む元海軍大将・ゼット。彼らの目的は、巨大なエネルギーを持つ鉱物「ダイナ岩」を奪うこと。ダイナ岩によって3つの火山島「エンドポイント」を破壊し、海ごと海賊を抹殺する新世界殲滅作戦「グランリブート」が決行されたのだった。部下のアイン・ビンズと共に、ダイナ岩の奪取に成功したゼットは、海軍大将・黄猿と交戦。体調が万全でないゼットは徐々に追い詰められるが、戦闘中にダイナ岩を起爆して大噴火を起こし、ファウス島を海に沈める。
魚人島を出港し、新世界を航海中のルフィたち「麦わらの一味」は、ダイナ岩の爆発に巻き込まれ、意識を失った状態で漂流していたゼットを助ける。チョッパーの治療で目を覚まし、初めはルフィたちと和やかに話していたゼットだが、ルフィたちが海賊だと知ると、突如態度を一変させ彼らに襲いかかる。さらに、NEO海軍の旗艦「ホワイトタイガー」が現れ、幹部のアインとビンズが一味に攻撃する。交戦中、アインの能力により、ナミ・チョッパー・ロビン・ブルックの年齢が戻されてしまう。さらに、ゾロたちはビンズの能力で動きを封じられ、ルフィもゼットの武器「スマッシャー」に拘束されてしまう。NEO海軍の集中砲火を浴びたサウザンドサニー号は半壊状態に陥る。窮地に陥ったルフィたちは、崩壊寸前で何とか交戦海域からの脱出に成功する。一方、海軍本部では会議が開かれ、元帥サカズキはゼットおよびNEO海軍の討伐を命令する。
麦わらの一味は「ドック島」に上陸し、サニー号の修理を行う。一味は海列車を使って隣島「セカン島」に向かい、ナミたちはゼットの情報を得るため調査を開始する。一方、顔が割れているため、温泉に身を隠していたルフィたちは、消息不明だった元海軍大将・クザンと遭遇し、ゼットがこの島にいることを知る。一方、各々変装し調査を続けるナミたちは海軍からゼットの情報を入手しようとしたが、正体がばれてしまう。海軍から逃げるナミたちはルフィたちと合流し、海軍はルフィによって一掃される。その頃、ゼットは海軍を退け2つ目のエンドポイント破壊の準備を進める。ルフィは再びゼットに挑み互角の攻防を繰り広げるが、ゼットに海楼石の弾丸を打ちこまれると、スマッシャーの一撃をくらい敗北し、さらに麦わら帽子を奪われてしまう。ダイナ岩が爆発し、ファウス島に続きセカン島も崩壊する。
その頃、ルフィの祖父・ガープ中将は、部下のコビーやヘルメッポにゼットの過去を語る。ゼットの本名はゼファーといい、誰よりも海軍の正義を信じていた男だった。大切な家族を海賊に殺され、大将を辞して教官となったゼファーは、現在活躍する多くの海兵を育ててきた。だがある時、悪魔の実の能力者の海賊に襲われて右腕を切り落とされ、新兵たちを全滅させられた。アインとビンズは、その事件で唯一生き残った新兵であった。ゼファーは以降も海軍に留まっていたが、教え子たちの仇であるその海賊が王下七武海に加盟したことで、海軍の正義に絶望したゼファーは海軍を去り、新たにNEO海軍を立ち上げたのだった。
クザンはゼットの教え子たちの墓標でゼットと遭遇。その後、クザンは一味に3つの「エンドポイント」の破壊により、新世界の海を焼きつくすほどの「大破局噴火」を起こすというゼットの計画を語り、一味に最後のエンドポイント「ピリオ島」への「永久指針」を渡す。仲間の姿と麦わら帽子を取り戻すため、麦わらの一味は「ピリオ島」に向かう。ナミたちはNEO海軍の軍勢を倒していき、フランキーはパシフィスタ「PX-Z」を、ゾロはアインを、サンジはビンズを倒す。ルフィはゼットと三度対峙し、ついにゼットのスマッシャーを破壊する。互いの信念をかけた戦いは武装色の覇気を纏った両腕の殴り合いとなり、わずかの差でルフィが制する。止めを刺せというゼットに対し、ルフィは気が済んだとしてゼットの要求を拒む。そこに黄猿率いる海軍の部隊が現れる。しんがりを名乗り出たゼットによって、ルフィたちはピリオ島からの脱出に成功する。そして、クザンが作り出した氷壁によって退路を断たれ、ここを自らの死に場所と決めたゼットは、やりたい様にやった落とし前をつけるべく、かつての教え子である海兵たちに特攻を仕掛け、壮絶な最期を遂げた。

## 登場人物

### 麦わらの一味
劇中では3種類の映画専用衣装が登場している（フランキーのみ2種類）。そのうち、セカン島でルフィ・ゾロ・サンジ・ロビン・ブルックが着用していた衣装は、作画監督・佐藤雅将と「アルマーニ」の姉妹ブランド「アルマーニ・エクスチェンジ」とのコラボデザインによるものである。冒頭シーンの船上服は花見がモチーフ。決戦服は、ゼットに敗れた海賊たちが持っていたという設定で、赤を基調とした海賊らしいデザインになっている。
モンキー・D・ルフィ
声 - 田中真弓
本作の主人公。麦わらの一味船長。
オープニング衣装のテーマは「書いてなきゃ船長とわからない」で、背中には大きく「船長」と書かれた髑髏マークのプリントTシャツを着ている。決戦服はコートをまとい剣を携えた衣装で、背中には回復用の大きな骨付き肉を背負っている。
ロロノア・ゾロ
声 - 中井和哉
麦わらの一味戦闘員。
オープニング衣装のテーマは「ヤクザの花見」で、柄シャツにロングパンツ、角度のついたサングラスというガラが悪い服装。決戦服はいつもの着流しの上から海賊コートを羽織ったスタイル。
ナミ
声 - 岡村明美
麦わらの一味航海士。
オープニング衣装のテーマは「プールサイドのワガママ女」で、セクシーな虹色のビキニ水着を着ている。決戦服は刀や銃をたくさん背負った重装備姿。ただし「モドモド」の能力で小さくされた8歳の姿に合わせているため、大人の姿に戻るとややアンバランスな格好。
ウソップ
声 - 山口勝平
麦わらの一味狙撃手。
オープニング衣装のテーマは「害虫バスターウソップ」で、サメの被り物に害虫駆除用タンクを背負っている。決戦服はモブストンから貰った海賊帽子に大きなつけ髭、自作のウソ100tハンマーを携えている。
サンジ
声 - 平田広明
麦わらの一味コック。
オープニング衣装のテーマは「たまにはカッコイイだけでもいいじゃないか」で、チェックの厚手ジャケットにネクタイを着用した姿。決戦服は大きなファーコートに、両手と腰に二丁銃を構えている。劇中でサンジが使っているライターは、作者とフランスのメーカー「エス・テー・デュポン」とのコラボデザインによるもの。
トニートニー・チョッパー
声 - 大谷育江
麦わらの一味船医。
オープニング衣装のテーマは「牛トナカイ宴会中」で、牛パーカーで牛になりきり首に牛乳瓶をぶら下げている。決戦服は大きな帽子と銃が特徴で、頭にはバンダナの上にいつもの帽子、さらに海賊帽子の3段重ねになっている。「モドモド」の能力で5歳の姿になったことで7段変形の見た目も大きく変化し、劇中にはでなかったが「怪物強化」はいつもの人型形態ほどの大きさになっている。
ニコ・ロビン
声 - 山口由里子
麦わらの一味考古学者。
オープニング衣装のテーマは「ニットガーデニング」で、ニット服にホットパンツを着ている。決戦服は大きく肌を見せ、飾りつきのシンプルな帽子をかぶり、フリルつきの上着を着たセクシーなファッション。「モドモド」の能力で18歳の姿になったが、目やまつげなどの細かい部分ぐらいで見た目の変化はあまりない。
フランキー
声 - 矢尾一樹
麦わらの一味船大工。
オープニング衣装のテーマは「桜と思ったらおれでした」で、桜色のアフロヘアーに花びらが描かれたタンクトップを着ている。決戦服は赤い海パンをはき、両腕が黒く塗装されており、両肩には大砲が装備されている。
ブルック
声 - チョー
麦わらの一味音楽家。
オープニング衣装のテーマは「トロピカルミケ猫ガイコツ」で、ミケ猫デザインの帽子にギターを持った南国宴会風スタイル。決戦服は中世騎士風のロングコートで、仕込み杖には護剣を装着している。「モドモド」の能力で78歳の姿になり見た目の変化は全くないが、本人は髪に毛艶と潤いが戻ったと主張している。

### 原作キャラクター
ガープ、センゴク以外は劇場版初登場。
クザン（青雉）
声 - 子安武人
元海軍本部大将。次期元帥の座を賭けた赤犬との決闘に敗北した後、海軍を脱退し消息を絶っていた。かつての師・ゼットの動向を見守り、ルフィたちの前にも姿を現す。
ボルサリーノ（黄猿）
声 - 石塚運昇
海軍本部大将。序盤でダイナ岩を強奪したゼットと交戦する。終盤では、ゼット討伐のため、多くの海兵を引き連れ出動する。
サカズキ（赤犬）
声 - 立木文彦
海軍本部元帥。会議を開き、ゼット討伐を命令する。本作では声のみの登場で顔や全身は映っていない。
モンキー・D・ガープ
声 - 中博史
海軍本部中将。ルフィの祖父。ゼットによって破壊されたエンドポイントに派遣される。のち、コビーとヘルメッポにゼットの過去を話す。
センゴク
声 - 石森達幸
元海軍本部元帥。現在は海軍本部大目付。
つる
声 - 松島みのり
海軍本部中将。ゼットに関する海軍会議に出席する。
コビー
声 - 土井美加
海軍本部大佐。ガープと共にエンドポイントに派遣される。
ヘルメッポ
声 - 永野広一
海軍本部少佐。ガープと共にエンドポイントに派遣される。
キビン
声 - 髙木俊
海軍本部准将（アニメオリジナルキャラクター）。セカン島でゼットと戦うが、敗北した。

### オリジナルキャラクター

#### NEO海軍
ゼット
声 - 大塚芳忠、鈴木真仁（子供時代）
NEO海軍総帥。元海軍本部大将であり、本名は「ゼファー」。74歳。
かつて武装色の覇気の達人として「黒腕のゼファー」の異名をとった伝説の海兵。過去の一件から海賊を激しく憎んでおり、全ての海賊の抹殺を企む一方、現在の海軍に対しても強い怒りを抱いている。目的のためなら一般市民の犠牲すら厭わない苛烈な面があるが、揺るぎない信念を持つ。部下からは非常に信頼されており、かつての教え子である海兵たちからも「先生」と呼ばれている。「ゼット」とは、子供の頃に彼が扮していた「正義のヒーロー」の名前である。
紫髪にサングラスをかけた巨漢で、NEO海軍のマークが入った黒いコートを地肌に直接羽織っている。高齢ながら、筋骨隆々の身体の持ち主。現在は心肺機能が弱っており、時折吸入器を使用している。シェリー酒を好んでいる。
右腕に「バトルスマッシャー」という海楼石でできた巨大な武器を装着している。殴った時の衝撃で内蔵された爆発物を炸裂させる機能があり、マシンガンやビーム砲といった強力な銃兵器も内蔵されている。また、対能力者用として海楼石の銃弾を入れたピストルを携帯している。悪魔の実の能力者ではなく、六式や武装色の覇気を戦闘手段とし、全盛期よりも衰えた現在でも黄猿と渡り合う実力を誇る。
子供の頃から悪を倒す正義のヒーローに憧れ、海軍に入隊。ガープ、センゴク、つるとは同期。一兵卒からたたき上げで階級を上げていき、下士官になるころには、六式を修得。さらに武装色の覇気を修得し、覇気を纏い黒く染まった両腕から「黒腕（こくわん）」と呼ばれるようになり、白ひげやロジャー等の伝説の海賊たちとも渡り合った。38歳の若さで大将に就任し、その年に結婚。翌年には、息子が生まれる。大将時代は、決して敵を殺さない情け深い海兵だった。しかし42歳の時、家族を海賊に殺害されたのを機に、大将を辞して軍の教官となる。以降、部下を死なせたくない思いから厳しく指導し、サカズキ・ボルサリーノ・クザンをはじめ、現在、名を広く知られる数多くの海兵たちを育ててきた。クザンとはよく話し、酒を酌み交わした関係。逆に、ボルサリーノとは相性最悪だったとのこと。
9年前、指揮していた訓練艦が、かつて捕らえるも逃がしてしまった能力者の海賊に襲撃され、アインとビンズ以外の新兵は全滅。自身も右腕を切り落とされる重傷を負う。70歳の時に、海軍の科学者により強力な機械義手「スマッシャー」をつけられる。それ以後、前線に復帰し教え子たちを率いて「遊撃隊」を組織し、多くの能力者の海賊を討ち取った。だが1年前、かつて教え子たちを全滅させた海賊が王下七武海に加盟したことで、海軍の正義を見限る。海軍を退役し、自らの本名を捨て「Z（ゼット）」を名乗り、全海賊抹殺を目的とした組織「NEO海軍」を立ち上げる。そして、「ダイナ岩」によって3つの「エンドポイント」を破壊し、海ごと全ての海賊を抹殺する新世界殲滅作戦「グランリブート」を決行する。
劇中では最初のエンドポイント・ファウス島で黄猿と交戦し、劣勢になったことでダイナ岩を起爆させたが、その爆発に巻き込まれる。意識を失い漂流していたところを麦わらの一味に助けられ、チョッパーの治療で目を覚ます。起きた当初はルフィたちと友好的に接したが、海賊であることを知ると態度を一変させ突如攻撃を仕掛ける。救援に来たアイン・ビンズとの総攻撃で一味を窮地に追い込むも、サニー号が緊急離脱したことで取り逃がす。セカン島で第二のエンドポイントを起爆させ、ルフィと再び交戦。一進一退の攻防が続いたが、海楼石の弾丸を打ちこみルフィの動きを封じると、スマッシャーの一撃を叩き込みルフィの麦わら帽子を持ち去った。最後のエンドポイント・ピリオ島でルフィと三度対峙し、ルフィによってスマッシャーを破壊される。ルフィの自分の信念を貫く姿を目の当たりにしたゼットは、かつて「黒腕」と称された両腕でルフィに最後の勝負を挑む。激しい殴り合いの末、ルフィに敗れるも自分のやりたい様にやったことで、気持ちが晴れる。黄猿率いる部隊が現れると、自分の命をとらなかったルフィたちを逃がすため、しんがりを務めんとする。クザンが作り出した氷壁によって退路を断たれたことで、ここを自らの死に場所と決め、かつての教え子である海兵たちに最期の稽古をつけるべく特攻を仕掛け、自分の信念を貫き通した人生に幕を下ろした。その後はクザンによって、教え子たちが眠る地に墓標が立てられた。

アイン
声 - 篠原涼子（特別出演）、笠原留美（Zの野望編）
NEO海軍幹部。元海兵で、ゼットの教え子。ゼットの腹心で、落ち着いた雰囲気の女性。
フード付きのマントやフリルのついたブラウスを着用。右太ももに、大きな十字傷がある。ゼットを「先生」と呼び、深い信頼を寄せているが、ゼットの過激過ぎる所業に対し、不安や迷いも抱いている。ファイティングナイフによる二刀流の使い手。2丁の拳銃も使う。
超人系悪魔の実「モドモドの実」の能力者。手から放つ光に触れたものの時間を戻し、12年若返らせることができる「モドモド人間」。複数回触れることでさらに時間を戻すことができ、生まれて12年未満のものに触れるとその存在を消滅させてしまう。
9年前の訓練艦襲撃事件で生き残ったゼットの生徒で、ゼット率いる遊撃隊にも参加。ゼットがNEO海軍を立ち上げるとビンズと同様海軍を抜け、NEO海軍に加わった。
劇中ではダイナ岩の爆発に巻き込まれたゼットをビブルカードを使って捜索し、サニー号を急襲。モドモドの能力で、ナミ・チョッパー・ロビン・ブルックの年齢を12年まき戻す。セカン島・ピリオ島ではゾロと交戦するが、剣に迷いがあることをゾロに見破られ敗北した。
ビンズ
声 - 香川照之（特別出演）
NEO海軍幹部。元海兵で、ゼットの教え子。忍者風の装いをした大柄な男。アインと違い、表情が多彩。アイン同様ゼットへの信頼は厚い。武器は太刀と手裏剣。俊敏な動きで相手を翻弄する。
超人系悪魔の実「モサモサの実」の能力者。植物の成長を促し、操ることができる。この能力で自身の身を守ったり、相手を拘束したりできる。
劇中ではアインと共にサニー号を襲撃し、甲板の芝生を操りフランキーたちを拘束する。セカン島・ピリオ島ではサンジと交戦するが、空中戦の末に敗れた。
PX-Z（白くま）
プロトタイプのパシフィスタの改造型。NEO海軍の切札的戦闘兵器。髪は白髪で、NEO海軍のマークが入った白い服を着用している。ゼットの命令に従うようプログラムされている。
ピリオ島でナミたちに攻撃を仕掛けたが、フランキーのラディカルビームで一掃された。

#### ドック島
モブストン
声 - 広瀬正志
造船会社「シマナミカンパニー」事務所の船大工。ルフィの2倍ほどの体格。元船乗りで、船の修理やドックの貸し出しなどで稼いでいる。海の男の自由を奪うゼットを快く思っておらず、かつて海賊達が残した装備品をルフィ達に与える。自分がかぶっていた帽子はウソップに譲った。
肩にはボルトというインコのような色をした鳥を乗せている。元々はゼットにやられた海賊が飼っていた鳥で左羽根を失っている。
ガリ
声 - 渡辺久美子
シマナミカンパニーのドックで働いている少年。カッコいいヒーローに憧れている。
モブストンの孫娘
声 - 加藤綾子（特別出演）
モブストンを手伝う孫娘。

#### セカン島
セカン島の3人娘!?
セカン島で火山爆発事件に巻き込まれた観光客。クザンに助けられた。3人とも白黒の水玉柄を身につけている。
マリンばあちゃん
声 - 西内まりや（特別出演）
車椅子に乗った老女。若い頃はヨットレーサーだった。
ホーミー
声 - 田中美保（特別出演）
マリンの孫娘。看護士。まじめで優しい性格。父は早死にし海に出稼ぎに行っている母に代わり家族を支えている。16歳。
ゾミノ
声 - 佐々木希（特別出演）
マリンの孫娘。気が強いが泣き虫な少女。10歳。
プリン
声 - 鹿野優以
チョッパーの先輩靴磨き。9歳。

## 用語

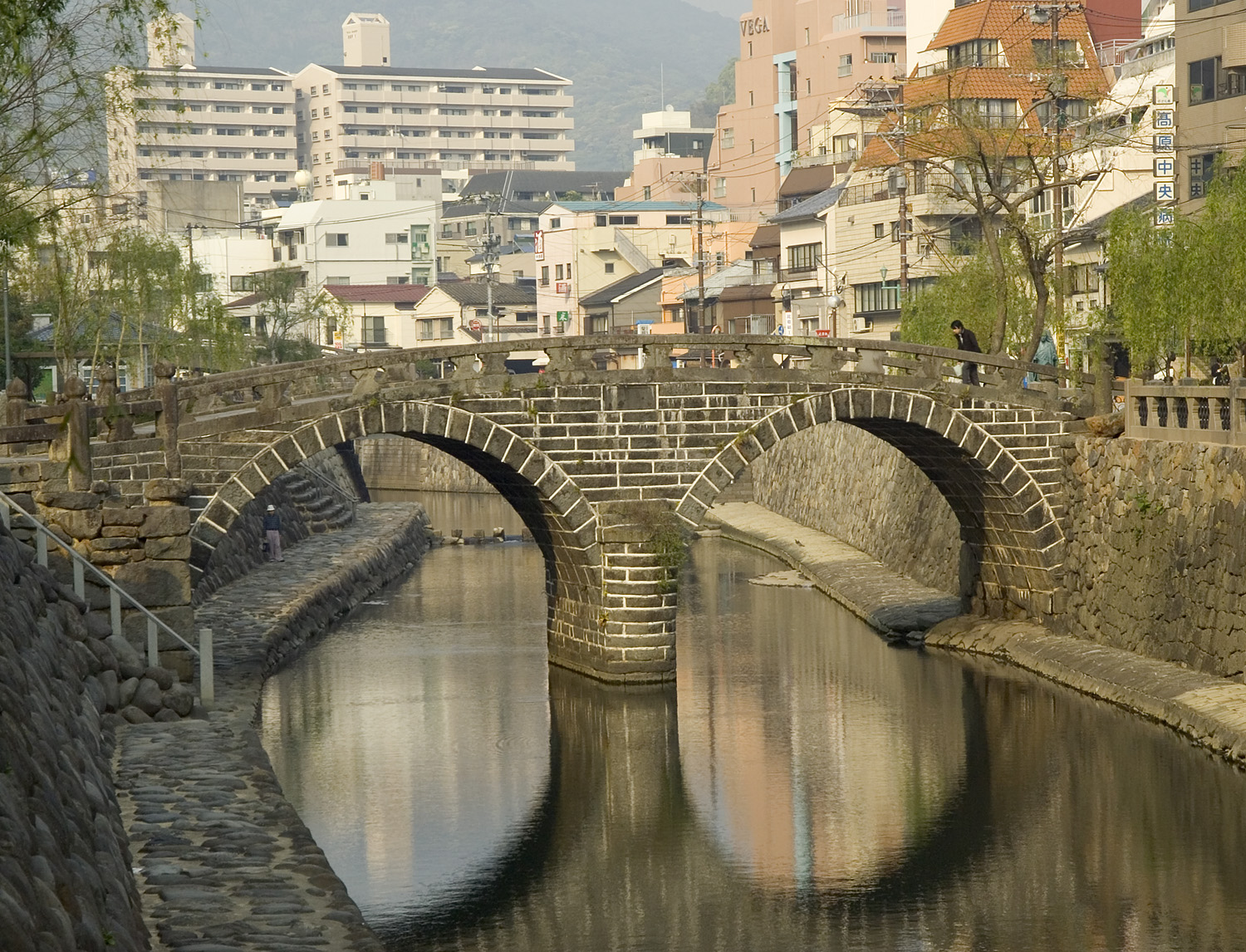
セカン島の町並みのモデルとなった長崎の眼鏡橋

NEO海軍（ネオかいぐん）
元海軍本部大将ゼットが海軍退役後に立ち上げた、全海賊殲滅を目的とする過激派組織。旗は逆さにした海軍旗に剣が刺さったデザインのドクロ。多くの帆船、兵士を擁し、幹部から一般兵に至るまで、ゼットの理想の為に己の死すら厭わない忠誠心を持つ。
旗艦は大型帆船「ホワイトタイガー号」。名前の通り白い虎を模った船首を持ち、巨大な刃がその下から突き上げるように装備されている。
ダイナ岩（ダイナがん）
古代兵器にも匹敵するという巨大なエネルギーを持つ鉱物。酸素に触れ衝撃が加わると、島一つが消し飛ぶほどの大爆発を起こす。そのため全てのダイナ岩は海軍により厳重に管理され、普段は特殊な容器の中に保管されている。赤犬によれば、海賊たちからエンドポイントを守るための切り札であるが、劇中序盤でNEO海軍に奪われ、エンドポイント破壊に使われることとなった。
エンドポイント
新世界に3箇所あるマグマ溜り。3つ全てが破壊されると、新世界の海全体を焼きつくすほどの「大破局噴火」が起きるとされる。調査によりこの伝説が真実であることを知った世界政府は、悪用する者が出ることを恐れて事実を隠蔽し、世間に対して伝説は嘘であると情報操作を行った。真実を知るのは、政府と軍の上層部の一部のみ。
ファウス島
エンドポイントの一つ。ダイナ岩が保管されている海軍基地がある島。
セカン島
エンドポイントの一つ。観光業が盛んな温泉島。温泉街の町並みの一部は、長崎市の眼鏡橋付近がモデルになっている。
ピリオ島
エンドポイントの一つ。巨大なカルデラ火山がある無人島。麦わらの一味・NEO海軍・海軍が激闘を繰り広げた。
ドック島
造船会社「シマナミカンパニー」がある小さな島。セカン島とは海列車で結ばれている。
海導
劇中でゼットやクザンが歌っていた挿入歌。戦死した海兵を讃える意味が込められている。極限まで戦って死んでいく海兵はいいという歌詞だが、その裏には教え子たちに死んでほしくないという教官たちの想いも込められている。
作詞は脚本を担当した鈴木おさむ、作曲は田中公平。オリジナルサウンドトラックに合唱バージョンが収録されている。

## スタッフ
- 原作・総合プロデューサー - 尾田栄一郎
- 監督 / プロット協力 - 長峯達也
- 助監督 - 暮田公平
- 脚本 - 鈴木おさむ
- 音楽 - 田中公平、浜口史郎
- キャラクターデザイン・総作画監督 - 佐藤雅将
- 絵コンテ - 長峯達也、暮田公平
- 作画監督 - 大西亮、加々美高浩、舘直樹 / 佐藤雅将
- エフェクト作画監督 - 橋本敬史
- オープニングテーマ「ZEAL」 - 中田ヤスタカ（capsule）
- 企画 - 柴田宏明
- プロデューサー - 種田義彦、情野誠人
- アソシエイトプロデューサー - 服部ジャン=バティスト哲
- 美術監督 - 小倉一男
- 美術設定 - 須江信人
- ビジュアルコーディネート・色彩設計 - 辻田邦夫
- 撮影監督 - 荻原猛夫
- CG監督 - 中沢大樹
- 製作担当 - 稲垣哲雄
- 編集 - 牧信公
- 録音 - 渡辺絵里奈
- サウンドエフェクトデザイン - 新井秀徳
- 配給 - 東映
- 製作 - 2012「ワンピース」製作委員会（フジテレビジョン、東映アニメーション、東映、集英社、バンダイ）

## 主題歌
制作サイドが大の「親日家」であり、アヴリルが展開するファッションブランド「Abbey Dawn」が『ONE PIECE』と同じくドクロマークをモチーフにしていることから、主題歌のオファーを出したことで実現し、アヴリル初の邦画楽曲提供となった。
「How You Remind Me（ハウ・ユー・リマインド・ミー）」
作詞・作曲 - チャド・クルーガー / 歌 - アヴリル・ラヴィーン
アヴリルの夫・チャドがボーカルを務めるカナダのロックバンド「ニッケルバック」が2001年にリリースした楽曲。それをアヴリルがカバーする形で、映画のために新たにレコーティングしたものになっている。
「Bad Reputation（バッド・レピュテーション）」
作詞・作曲 - ジョーン・ジェット / 歌 - アヴリル・ラヴィーン
アメリカのシンガーソングライター、ジョーン・ジェットが1981年にリリースした楽曲を、アヴリルが2008年にカバーした曲。尾田が「ハウ・ユー・リマインド・ミー」の感謝の手紙をアヴリルに送ったところ、尾田のお気に入りである「バッド・レピュテーション」が『ONE PIECE』といいコラボになるのではないかとアヴリルから提案され、ダブル主題歌という形で2曲が主題歌に起用された。

## プロモーション

### イベント・企画
2012年11月7日、お台場シネマメディアージュ（現在のユナイテッド・シネマアクアシティお台場）でプレミアム試写会と舞台挨拶が行われた。また、同日にアクアシティお台場で開催されたイルミネーションイベントの点灯式も行われた。
11月22日から4週連続で、日刊スポーツ新聞社より作者の単独インタビューや編集者・声優のインタビューなど映画に関する特集が掲載された専門紙『週刊ONE PIECE新聞』が発行された。
12月5日から10日連続で、過去の劇場版10作品がニコニコ生放送にて生放送された。12月13日と公開日の12月15日には公開記念特番が生放送された。
12月13日、六本木ヒルズでカウントダウンイベント『ONE PIECE AWARD』が開催され、メイン声優陣他、ゲスト声優や著名人ファンらが参列した。公開日の12月15日、丸の内TOEIで初日舞台挨拶が行われ、2013年1月6日には梅田ブルク7と名古屋ピカデリーで舞台挨拶が行われた。
2013年10月7日から12日の6日間、WOWOWで本作含む劇場版全12作品を一挙放送する企画が実施された。

### 前売り券
前売り券特典第1弾は作者書き下ろしの特製原画クリアファイル、第2弾は光る文字が浮かぶブラックライト付きペン「海賊ペン」と「海軍ペン」の2種類。
2012年11月には、映画『ドラゴンボールZ 神と神』（2013年3月公開）と合わせた2作の鑑賞券がセットになり、尾田と『ドラゴンボール』原作者・鳥山明がビジュアルを書き下ろしたコラボチケットが、限定で8989枚発売された。

### 入場者プレゼント
入場者には先着200万人限定で、「海賊の宝袋」が配布された。封入物は尾田栄一郎描きおろしのコミックス「第千巻」、ポストカード、ステッカーセット、データカードダス「ワンピートレジャーワールド」非売品カード、すごろくセット、全20種類ある「ゴムゴムのなりきりスタンプ」。
第千巻（『ONE PIECE 巻千』）には、尾田による映画や関連エピソードの設定画、ゼットのイラスト付き年表などが収録されている。巻末には「黄金の宝箱」が100名に当たるスクラッチくじがついている。当初は200万部限定であったが、動員数が想定以上であったため、さらに200万部増刷された（宝袋は当初の200万セットのみ）。

### キャンペーン
ワンピーススマホ
2012年12月、NTTドコモよりONE PIECEをイメージしたスマートフォン「N-02E ONE PIECE」が限定5万台で発売された。また、スマートフォン向け放送局『NOTTV』では特集番組『ワンピース・サミット』が放送された。
アメーバピグ
2012年12月4日から2013年1月8日まで、 自分そっくりなアバターをつくり、ネット上でチャットを行うWebサイト「アメーバピグ」に、無料でピグをつくる期間限定エリアが登場し限定アイテムが配布された。
スタンプラリー
映画公開期間に合わせた2012年年末年始に、JR西日本、JR九州、京王電鉄、名古屋鉄道、札幌地下鉄などでスタンプラリーが開催された。また、同時期に開催された期間限定イベント「イルミネーションアイランド お台場2012 ONE PIECE FILM Z」や「池袋ワンピース計画」でも開催された。
上記以外にも様々な企業とキャンペーンやタイアップが実施された。

## リリース

### ビデオソフト
Blu-ray Disc、DVDで2013年6月28日発売。発売元はポニーキャニオン。通常版（1枚組）と、完全初回限定生産の「GREATEST ARMORED EDITION」（2枚組）がある。
「GREATEST ARMORED EDITION」には、本編ディスクに加え、プロローグストーリー『GLORIOUS ISLAND』や初回舞台挨拶などが収録された200分超の特典DVD、作者監修のデジタルコンテンツ収録のCD-ROM、スマッシャーキーホルダー&正義のボイススタンド、ホログラムステッカーセットなどが同梱されている。また、AmazonやTSUTAYAなどの一部店舗では、ポストカードやクリアファイルといったオリジナル特典が付与された。購入者には抽選で本作の生フィルム1枚が1万人にプレゼントされた。
2013年7月8日のオリコン「週間DVD・BDランキング」で、「GREATEST ARMORED EDITION」がそれぞれ1位を獲得し、『STRONG WORLD』以来2度目のDVD・BD同時制覇を達成した。劇場版アニメ作品による2度目の2冠は史上初の快挙となった。

### テレビ放送
2014年1月18日にフジテレビの『土曜プレミアム』にて21:00 - 23:10に地上波初放送され、本編はノーカット完全版で放送された。
次回作『ONE PIECE FILM GOLD』の公開前日である2016年7月22日に、フジテレビの『金曜プレミアム』にて21:00 - 22:52に2回目のテレビ放送。
2022年10月29日にフジテレビの『土曜プレミアム』にて3回目のテレビ放送（一部地域では開始6分前に事前番組『まもなく映画ONE PIECE FILM Z』を別途放送）。18:30からの『プロ野球SMBC日本シリーズ2022 第6戦』中継「東京ヤクルト×オリックス』55分延長に伴い、55分繰り下げて21:55 - 翌0:05で放送（事前番組は21:49から）。
最新作『ONE PIECE FILM RED』のアンコール上映を記念して、フジテレビの『土曜プレミアム』にて4回目のテレビ放送。

### 関連書籍
- 『ONE PIECE FILM Z オフィシャル ムービーガイド』（2012年12月13日発売、ISBN 978-4-08-102153-6）
- アニメコミックス『ONE PIECE FILM Z （上・下）』（2013年7月4日発売、上：ISBN 978-4-08-870874-4、下：ISBN 978-4-08-870875-1）

### サウンドトラック
- 『ONE PIECE FILM Z オリジナル・サウンドトラック』（2012年12月12日発売、CD1枚、収録時間71分）

### 日本国外の展開
海外では台湾（2013年1月25日）を皮切りに、シンガポール（2月1日）、香港（2月14日）、韓国（3月21日）、タイ（4月25日）とアジアを中心に公開。日本の漫画・アニメ人気が高いフランスでも5月15日に公開された。

## 関連作品

### 映画連動特別編
「Zの野望編」は、2012年12月にテレビシリーズで放送された、映画連動エピソード。第575話から第578話の全4話。劇中の麦わらの一味の衣装は、アニメのキャラクターデザインを務める久田和也がデザインした。2013年5月24日、全4話を収録したBD・DVD『ONE PIECE FILM Z 連動特別編 Zの野望』が発売された。

#### ストーリー（特別編）
魚人島を出港し新世界に進出した麦わらの一味は、異常気象が次々に襲う危険な海「モベジュムール海域」（別名・不機嫌海域）へ入る。そこでサニー号の食料が盗み食いされる事件が発生。犯人は「ミニミニの実」を食べた巨人族の少女リリーだった。彼女の父親・パンズフライが凄腕の料理人と知ったルフィは、リリーの父親救出作戦に協力する。一方、海賊抹殺を目論む「NEO海軍」の潜水艦がモベジュムール海域へ向かっていた。
パンズフライの護送船を発見したルフィたちは、奇襲をかけ、パンズフライ解放に成功する。だがその時、海軍船はシューゾが指揮するNEO海軍遊撃隊の襲撃を受ける。麦わらの一味、NEO海軍、中将モモンガ率いる海軍の三つ巴の戦いが始まる。
麦わらの一味とパンズフライは、海底から突き上げる「トラストアップストリーム」を利用して脱出に成功する。しかしNEO海軍に発見され、ルフィは覇気使いのシューゾと「獣砲」アルパカチーノに苦戦を強いられたが、リリーの協力でシューゾを倒す。その後、シューゾはモモンガによってインペルダウンに投獄される。その頃、ゼット率いるNEO海軍が、新世界を滅ぼすべく動き始めていた。

#### オリジナルキャラクター（特別編）
リリー・エンストマック
声 - 伊藤静
巨人族の少女。異名は「悪食リリー」。武器は巨大なフォーク。訛った口調が特徴。
悪魔の実「ミニミニの実」の能力者で、身体を人間の体内に入れる程にまで小さくすることができる。
海軍に捕まりインペルダウンに護送される父親パンズフライを救うため、護送船が通るモベジュムール海域で待ち伏せしていた。その時、通りかかったサニー号に進入し食料を盗み食いしている所をルフィたちに捕まる。事情を話し、ルフィたちと協力しパンズフライ救出に乗り出す。一旦は救出に成功するものの、あとをつけたシューゾの襲撃を受ける。ルフィを援護するため、ウソップにシューゾの口めがけて飛ばしてもらうが、誤ってルフィの口の中に入ってしまう。それでも、ゴム人間であるルフィの体内で巨人に戻ることで、ルフィを巨人族の大きさにし、シューゾ撃破に協力した。
パンズフライ
声 - 西村知道
リリーの父親。新世界一の海賊料理人。懸賞金3億2000万ベリー。武器は巨大なフライパン。
エルバフの戦士で、ドリーやブロギーとは幼馴染。政府や海軍、海賊の船から食料を奪い、貧しい人たちに料理を振る舞っているという。海軍に捕まり、インペルダウンに護送されかけたが、ルフィたちによって救出される。ルフィたちを得意の天国料理でもてなし、再会を約束し別れた。
シューゾ
声 - 廣田行生
NEO海軍遊撃隊隊長。潜水艦隊を率いる。元海軍本部准将。手長族。
新世界の海賊は全て粛正すべきという考えを持つ。六式と「武装色の覇気」の使い手。笑い声は「バラララ」。モモンガ中将と面識がある。ゼットの側近の座をかけたアインとの決闘に敗れ、遊撃隊の隊長となる。以降NEO海軍幹部の地位を狙っている。
アインの合流命令を無視し、手柄を立てるため海軍が護送している海賊・パンズフライ抹殺を目論み、さらに海軍もろとも海に沈めようとしていた。護送船を襲撃し、パンズフライを一旦は取り逃がしたが、ビブルカードで追跡し再び襲撃。ギア2状態のルフィと互角に渡り合ったが、ルフィとリリーの合体技「ゴムゴムのジャイアントJET槍」で倒され、モモンガによってインペルダウンに投獄される。

アルパカチーノ
声 - 笠原留美
シューゾのバズーカ。アルパカの力を得る動物系悪魔の実を食べた「獣砲」。口から発射する砲弾に覇気を纏わせることもできる。

### エピソードオブルフィ
『エピソードオブルフィ』は、公開日の2012年12月15日に土曜プレミアム枠で放送されたスペシャルエピソード。新世界「ハンドアイランド」での事件を描く。

### GLORIOUS ISLAND
『GLORIOUS ISLAND』（グロリアスアイランド）は、スマートフォン向け放送局『NOTTV』で放送された短編オリジナルエピソード。特集番組『ワンピース・サミット』内で2012年12月23日に前編、12月30日に後編を放送。原作者・尾田栄一郎描き下ろしの、映画冒頭に繋がるプロローグストーリー。BD・DVD「GREATEST ARMORED EDITION」特典DVDに収録。『ONE PIECE エピソードオブメリー 〜もうひとりの仲間の物語〜』ともつながりをみせている。

#### ストーリー（GLORIOUS ISLAND）
ルフィたちは、穏やかな海の真ん中に船を停め自由にくつろいでいた。その時、巨大な海獣「海馬」が出現しルフィたちに襲いかかるが、ルフィが仕留める。さっそく宴を行おうとするが、サンジに反対される。気落ちするルフィたちだが、フランキーの提案で気持ちだけでも宴会気分を味わうことにする。